# Olivengren
Olivengren er et udtryk som i daglig tale henviser til en indrømmelse eller et fredssymbol. 
Olivengrenen stammer fra Oldtidens Grækenland og var et symbol på fred og lykke. I det ældgamle Rom bar de besejrede olivengrene i håb om at søge fred med fjenden. Der er spekulationer om, hvordan olivengrenen kom til at symbolisere fred. Nogle forklaringer byder på, at oliven tager lang tid om at bære frugt.
| Sprog | Spire Denne artikel om sprog er en spire som bør udbygges. Du er velkommen til at hjælpe Wikipedia ved at udvide den. |